# هنري لوس
هنري لوس (Henry Luce) أو هنري روبنسون لوس وهو اسمه الكامل (3 أبريل 1898 - 28 فبراير 1967) كان محرر وناشر أمريكي، أسس مجلة تايم عام 1923 ومجلة لايف عام 1936.

## حياته
ولد هنري في الصين، درس في مدارس داخلية في كل من الصين وإنجلترا، ذهب لأول مرة إلى الولايات المتحدة الأمريكية عندما كان عمره خمسة عشر سنة، أسس لوس وصديقه بريتون هادن مجلة تايم عام 1923. وعام 1930 بدأ في تأسيس مجلة فورشن وهي دورية خاصة برجال الأعمال. بدأ برنامجه الإذاعي خطو الزمن عام 1931، ثم حلقات مسلسلة تحمل الاسم نفسه عام 1935. توقف عن العمل في البرنامجين عام 1953. اشترى لوس مجلة المنتدى المعماري عام 1932، وبدأ في نشر المجلة الأسبوعية الحياة عام 1936. ومع حلول عام 1952 بدأ إصدار دورية جديدة هي هوم وهاوس. عاد وتنازل عن ملكية مجلة المنتدى المعماري، وباع حقوق نشر مجلة هوم وهاوس. كذلك توقفت مجلة لايف عن الصدور عام 1972 لكنها عاودت إصدارها من جديد كدورية شهرية عام 1978. كان أول إصدار لمجلته الرياضية شرح الألعاب الرياضية عام 1954.

## روابط خارجية
- هنري لوس على موقع الموسوعة البريطانية (الإنجليزية)
- هنري لوس على موقع مونزينجر (الألمانية)
- هنري لوس على موقع إن إن دي بي (الإنجليزية)